# Viole (Assisi)
Viole is een plaats (frazione) in de Italiaanse gemeente Assisi.